# Associazione Calcio Pro Sesto 1988-1989
Questa pagina raccoglie le informazioni riguardanti l'Associazione Calcio Pro Sesto nelle competizioni ufficiali della stagione 1988-1989.

## Stagione
Nella stagione 1988-1989 la Pro Sesto ha disputato il girone B del campionato di Serie C2, piazzandosi in sesta posizione di classifica con 36 punti. Il torneo è stato vinto con 48 punti dal Chievo davanti al Carpi con 45 punti, entrambe promosse in Serie C1. Sempre agli ordini di Giancarlo Danova la Pro Sesto di questa stagione è più solida, con gli innesti del portiere Sandro Merlo preso dall'Alessandria, del libero Matteo Paladin arrivato dal Novara, dell'ala Salvatore Lomanno proveniente dal Venezia-Mestre. In campionato si parte bene, ma per fare cassa, ai primi di novembre viene ceduto il pezzo pregiato della rosa, Raffaele Solimeno al Venezia-Mestre, per una cifra vicina al mezzo miliardo di Lire, tra Coppa e Campionato aveva già segnato nove reti in quindici partite, ma anche senza "il magnifico" com'era soprannominato dai tifosi, la Pro Sesto al termine del girone di andata è quinta, preceduta solo dalle squadre in lotta per la promozione, Carpi, Chievo, Novara e Sassuolo. Anche nel girone di ritorno la squadra sestese si toglie alcune soddisfazioni, concludendo al sesto posto il torneo. Salgono in Serie C1 il Chievo ed il Carpi.
Nella Coppa Italia si Serie C la Pro Sesto disputa un discreto girone B, classificandosi seconda con 7 punti alle spalle del Legnano, promosso con 8 punti ai sedicesimi di finale, togliendosi la soddisfazione di battere al "Franco Ossola" il Varese e di infliggere quattro reti in trasferta alla Juve-Domo.
| N. |                   | Ruolo | Calciatore          |
| -- | ----------------- | ----- | ------------------- |
|    | Italia (bandiera) | P     | Francesco Alberti   |
|    | Italia (bandiera) | D     | Giordano Caini      |
|    | Italia (bandiera) | A     | Giovanni Capasso    |
|    | Italia (bandiera) | D     | Davide Castellin    |
|    | Italia (bandiera) | D     | Luciano Castioni    |
|    | Italia (bandiera) | C     | Giagheddu Luigi     |
|    | Italia (bandiera) | D     | Davide Fantuz       |
|    | Italia (bandiera) | C     | Giancarlo Filippini |
|    | Italia (bandiera) | C     | Devis Giani         |
|    | Italia (bandiera) | D     | Maurizio Lizzani    |
|    | Italia (bandiera) | A     | Salvatore Lomanno   |

| N. |                   | Ruolo | Calciatore        |
| -- | ----------------- | ----- | ----------------- |
|    | Italia (bandiera) | D     | Claudio Mandotti  |
|    | Italia (bandiera) | D     | Maurizio Mauri    |
|    | Italia (bandiera) | A     | Roberto Mazzeo    |
|    | Italia (bandiera) | P     | Sandro Merlo      |
|    | Italia (bandiera) | D     | Matteo Paladin    |
|    | Italia (bandiera) | C     | Ermanno Pelucchi  |
|    | Italia (bandiera) | A     | Corrado Pescatori |
|    | Italia (bandiera) | D     | Francesco Picco   |
|    | Italia (bandiera) | A     | Marco Pozzi       |
|    | Italia (bandiera) | C     | Mario Rossetti    |
|    | Italia (bandiera) | A     | Raffaele Solimeno |

## Risultati

### Campionato

#### Girone di andata
| Arbitro: | Ferro (Verona) |

|              |           |               |
| Solimeno 20’ | Marcatori | 65’ Paganelli |

| Arbitro: | Marchese (Napoli) |

|                      |           |                           |
| Biancuzzi 72’ (rig.) | Marcatori | 62’ Solimeno 80’ M. Pozzi |

| Arbitro: | Scarfò (Reggio Calabria) |

|              |           |  |
| Solimeno 12’ | Marcatori |  |

| Arbitro: | Collina (Viareggio) |

|                    |           |  |
| Paladin 63’ (aut.) | Marcatori |  |

| Arbitro: | Mattera (Roma) |

|              |           |              |
| Solimeno 40’ | Marcatori | 60’ G. Galli |

| Arbitro: | Nepi (Ascoli Piceno) |

|           |           |  |
| Folli 13’ | Marcatori |  |

| Arbitro: | Stefanelli (Bologna) |

|              |           |  |
| Solimeno 82’ | Marcatori |  |

| Legnano 30 ottobre 1988 8ª giornata | Legnano        | 0 – 0 | Pro Sesto | Stadio Giovanni Mari\| Arbitro: \| Rossi (Rovigo) \| |
| Arbitro:                            | Rossi (Rovigo) |       |           |                                                      |

| Arbitro: | Moretti (Cosenza) |

|              |           |           |
| Solimeno 70’ | Marcatori | 9’ Ottavi |

| Forlì 13 novembre 1988 10ª giornata | Forlì                  | 0 – 0 | Pro Sesto | Stadio Tullo Morgagni\| Arbitro: \| Conocchiari (Macerata) \| |
| Arbitro:                            | Conocchiari (Macerata) |       |           |                                                               |

| Arbitro: | Zuccolini (Reggio Emilia) |

|                                    |           |  |
| Filippini 43’ Pescatori 87’ (rig.) | Marcatori |  |

| Arbitro: | Pala (Alghero) |

|             |           |               |
| Capasso 20’ | Marcatori | 68’ Intropido |

| Arbitro: | Rodomonti |

|                |           |               |
| Bertolutti 60’ | Marcatori | 65’ Pescatori |

| Arbitro: | Bortoli (Schio) |

|                   |           |              |
| Pescatori 3’, 18’ | Marcatori | 27’ Marinoni |

| Carpi 18 dicembre 1988 15ª giornata | Carpi           | 0 – 0 | Pro Sesto | Stadio Sandro Cabassi\| Arbitro: \| Forte (Marsala) \| |
| Arbitro:                            | Forte (Marsala) |       |           |                                                        |

| Arbitro: | Valcalda (Genova) |

|            |           |             |
| Farina 17’ | Marcatori | 87’ Cerrone |

| Arbitro: | Ambrosio (Como) |

|                     |           |             |
| A. Tatti 18’ (rig.) | Marcatori | 51’ Cerrone |

#### Girone di ritorno
| Sassuolo 15 gennaio 1989 18ª giornata | Sassuolo       | 0 – 0 | Pro Sesto | Stadio Enzo Ricci\| Arbitro: \| Lanza (Torino) \| |
| Arbitro:                              | Lanza (Torino) |       |           |                                                   |

| Arbitro: | Rungger (Bolzano) |

|  |           |            |
|  | Marcatori | 13’ Pisani |

| Arbitro: | G. Baldas (Trieste) |

|                                  |           |                          |
| G. Rossi 29’ (rig.) Pedrazzi 76’ | Marcatori | 34’ Cerrone 55’ Castioni |

| Sesto San Giovanni 12 febbraio 1989 21ª giornata | Pro Sesto            | 0 – 0 | Telgate | Stadio Breda\| Arbitro: \| Stefanelli (Bologna) \| |
| Arbitro:                                         | Stefanelli (Bologna) |       |         |                                                    |

| Suzzara 19 febbraio 1989 22ª giornata | Suzzara              | 1 – 0 | Pro Sesto | Stadio Comunale\| Arbitro: \| Del Giudice (Napoli) \| |
| Arbitro:                              | Del Giudice (Napoli) |       |           |                                                       |

| Arbitro: | Mughetti (Cesena) |

|  |           |                        |
|  | Marcatori | 1’ Florio 90’ Lazzarin |

| Pordenone 12 marzo 1989 24ª giornata | Pordenone         | 0 – 0 | Pro Sesto | Stadio Ottavio Bottecchia\| Arbitro: \| Bertocci (Genova) \| |
| Arbitro:                             | Bertocci (Genova) |       |           |                                                              |

| Arbitro: | Bortoli (Schio) |

|                                  |           |              |
| Capasso 44’ (rig.) Pescatori 59’ | Marcatori | 51’ Balacich |

| Ravenna 25 marzo 1989 26ª giornata | Ravenna        | 0 – 0 | Pro Sesto | Stadio Bruno Benelli\| Arbitro: \| Pala (Alghero) \| |
| Arbitro:                           | Pala (Alghero) |       |           |                                                      |

| Arbitro: | Grimaldi (Catania) |

|           |           |  |
| Caini 59’ | Marcatori |  |

| Arbitro: | Del Giudice (Napoli) |

|                |           |  |
| Pernarella 82’ | Marcatori |  |

| Treviso 23 aprile 1989 29ª giornata | Treviso        | 0 – 0 | Pro Sesto | Stadio Omobono Tenni\| Arbitro: \| Mattera (Roma) \| |
| Arbitro:                            | Mattera (Roma) |       |           |                                                      |

| Sesto San Giovanni 30 aprile 1989 30ª giornata | Pro Sesto         | 0 – 0 | Novara | Stadio Breda\| Arbitro: \| Moretti (Cosenza) \| |
| Arbitro:                                       | Moretti (Cosenza) |       |        |                                                 |

| Orzinuovi 4 maggio 1989 31ª giornata | Orceana           | 0 – 0 | Pro Sesto | Stadio Comunale\| Arbitro: \| Bertocci (Genova) \| |
| Arbitro:                             | Bertocci (Genova) |       |           |                                                    |

| Sesto San Giovanni 21 maggio 1989 32ª giornata | Pro Sesto            | 0 – 0 | Carpi | Stadio Breda\| Arbitro: \| Nepi (Ascoli Piceno) \| |
| Arbitro:                                       | Nepi (Ascoli Piceno) |       |       |                                                    |

| Arbitro: | Ferro (Verona) |

|           |           |  |
| Giani 58’ | Marcatori |  |

| Arbitro: | Rausa (Cosenza) |

|            |           |            |
| Pecchi 61’ | Marcatori | 16’ Mazzeo |

### Coppa Italia

#### Girone B
| Arbitro: | Curotti (Piacenza) |

|                          |           |                           |
| Rovellini 58’ Lunghi 68’ | Marcatori | 39’ Solimeno 57’ Pelucchi |

| Arbitro: | Introvigne (Conegliano) |

|  |           |                                                    |
|  | Marcatori | 14’ Paladin 34’ Mandotti 40’ Solimeno 73’ Pelucchi |

| Sesto San Giovanni 28 agosto 1988 3ª giornata | Pro Sesto           | 0 – 0 | Varese | Stadio Breda\| Arbitro: \| Di Pilato (Bergamo) \| |
| Arbitro:                                      | Di Pilato (Bergamo) |       |        |                                                   |

| Arbitro: | Costamagna (Torino) |

|              |           |                              |
| Solimeno 55’ | Marcatori | 15’ Tirapelle 85’ Mattavelli |

| Sesto San Giovanni 4 settembre 1988 5ª giornata | Pro Sesto                        | 0 – 0 | Juve Domo | Stadio Breda\| Arbitro: \| Colbertaldo (Bassano del Grappa) \| |
| Arbitro:                                        | Colbertaldo (Bassano del Grappa) |       |           |                                                                |

| Arbitro: | Mellina (Piacenza) |

|  |           |               |
|  | Marcatori | 75’ Pescatori |